# Hammelburg

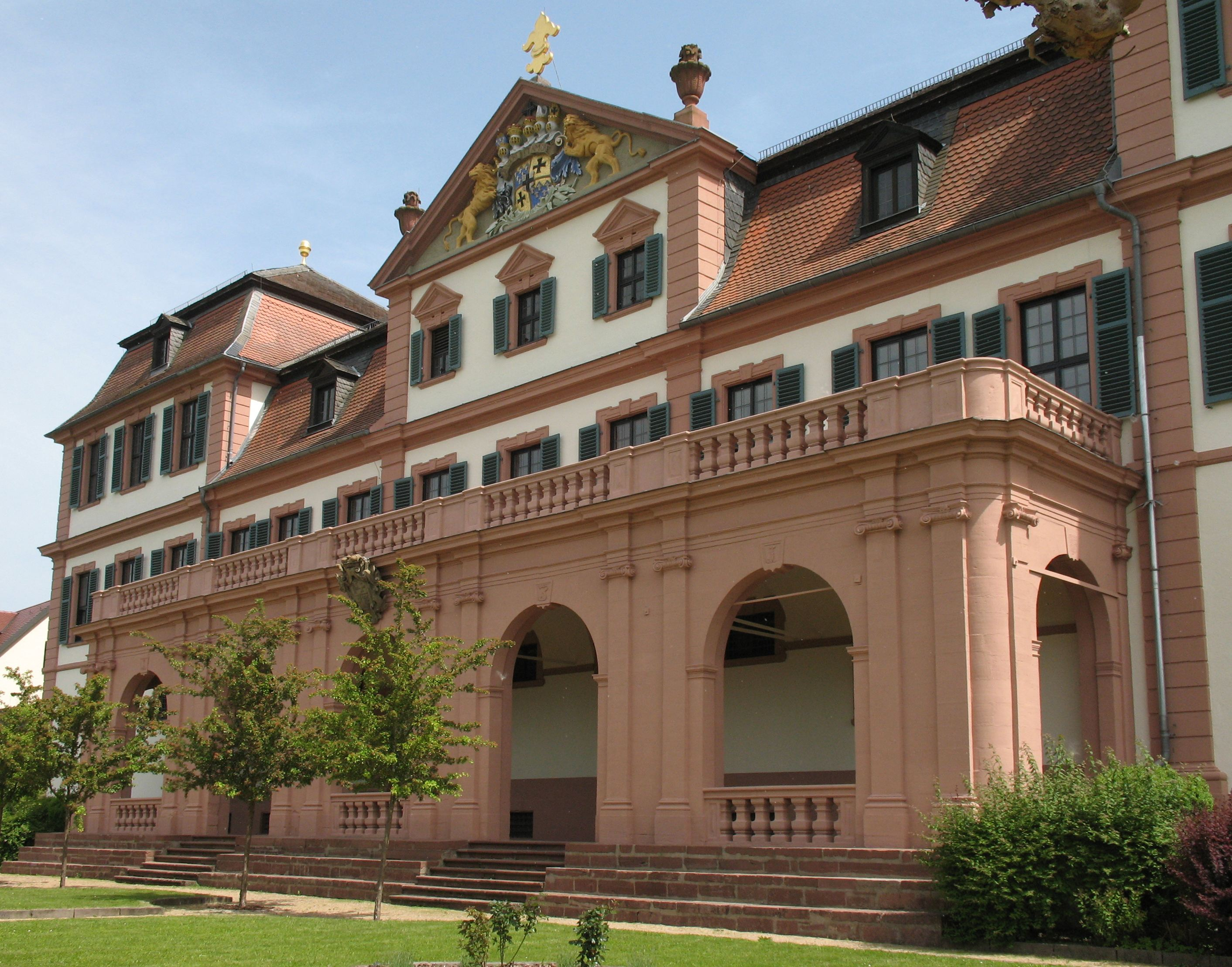
„Kellereischloss“

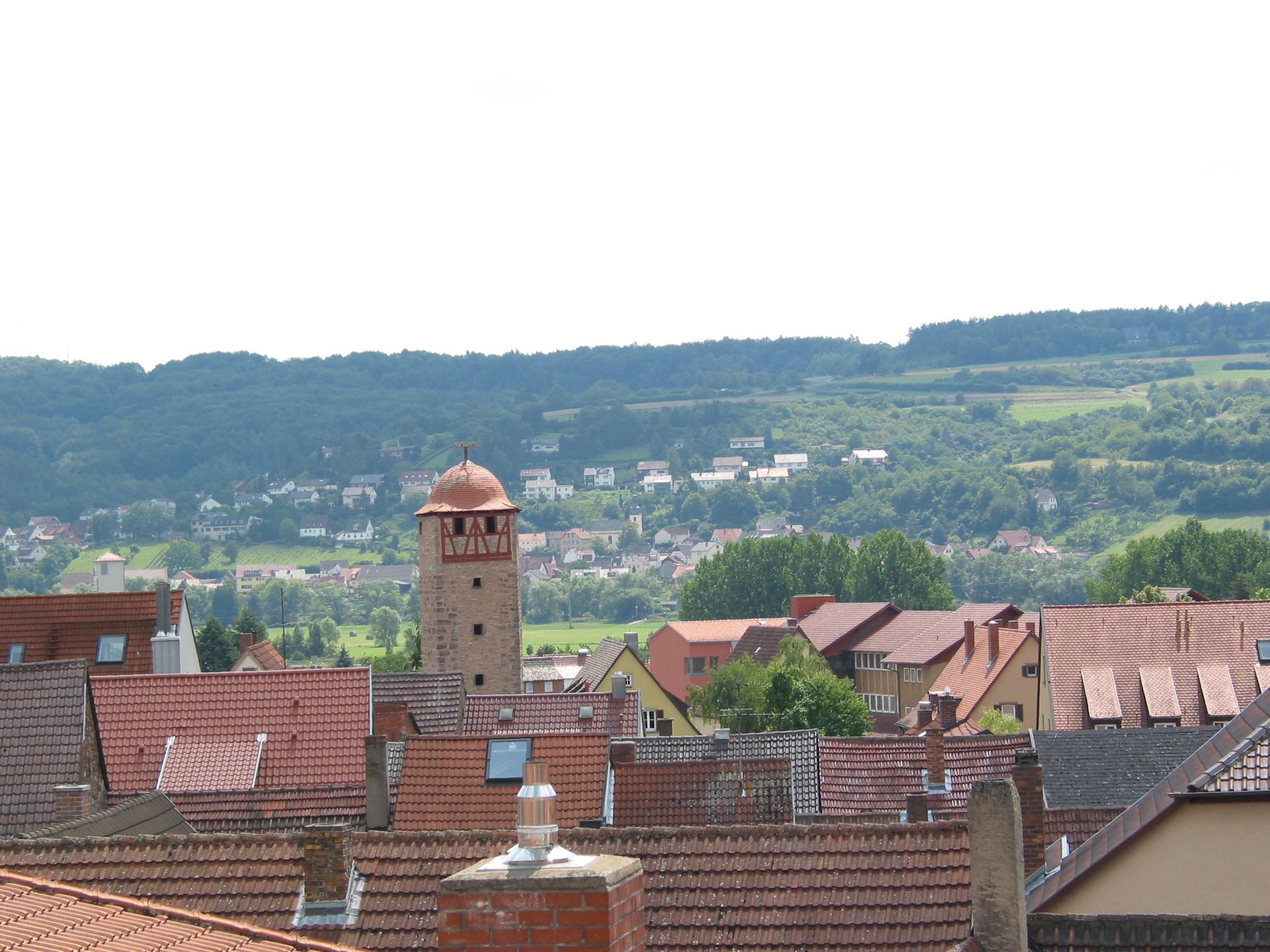
Hammelburg

Hammelburg is een plaats in de Duitse deelstaat Beieren, gelegen in het Landkreis Bad Kissingen. De stad telt 10.906 inwoners.

## Geografie
Hammelburg heeft een oppervlakte van 128,89 km² en ligt in het zuiden van Duitsland.

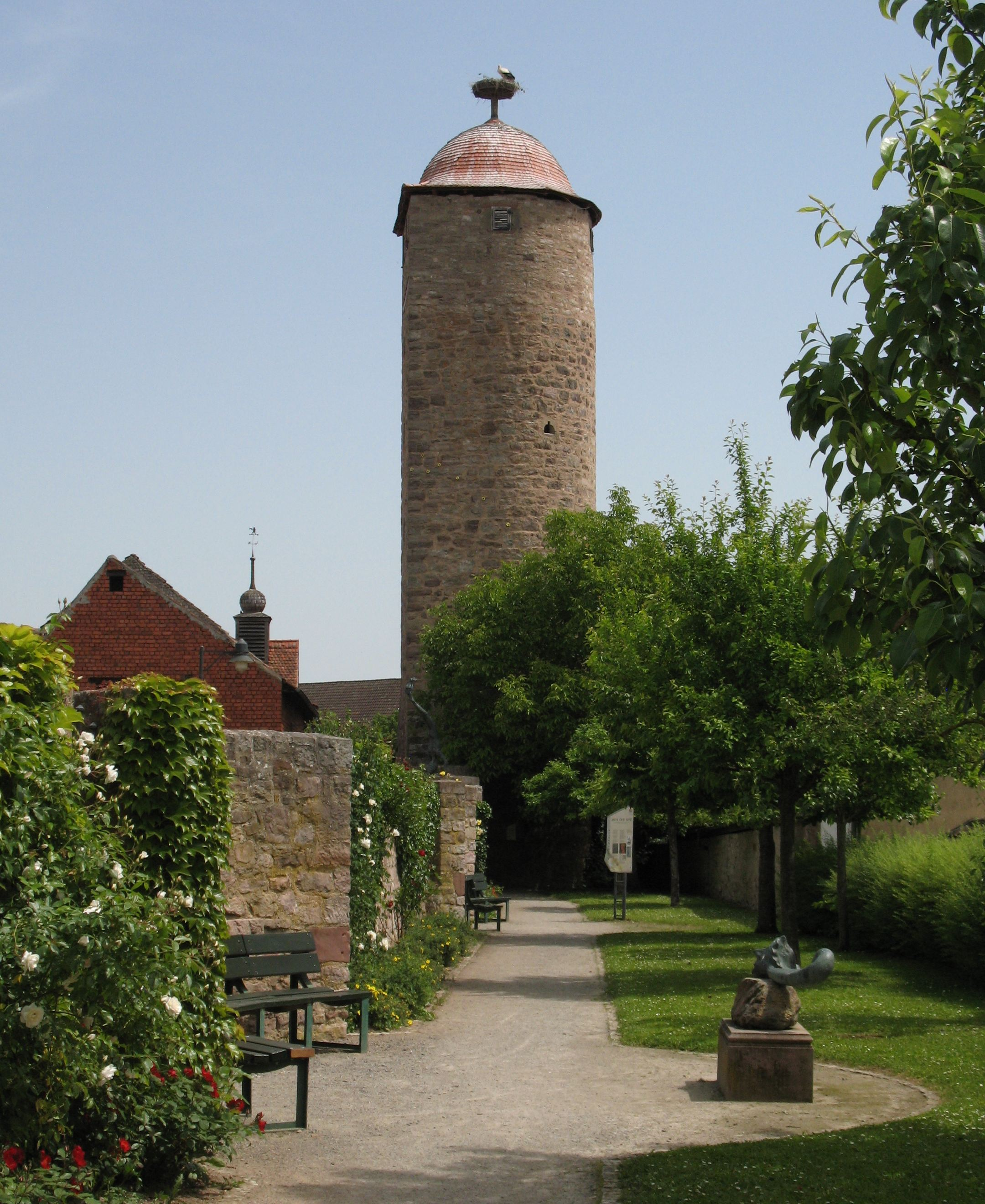
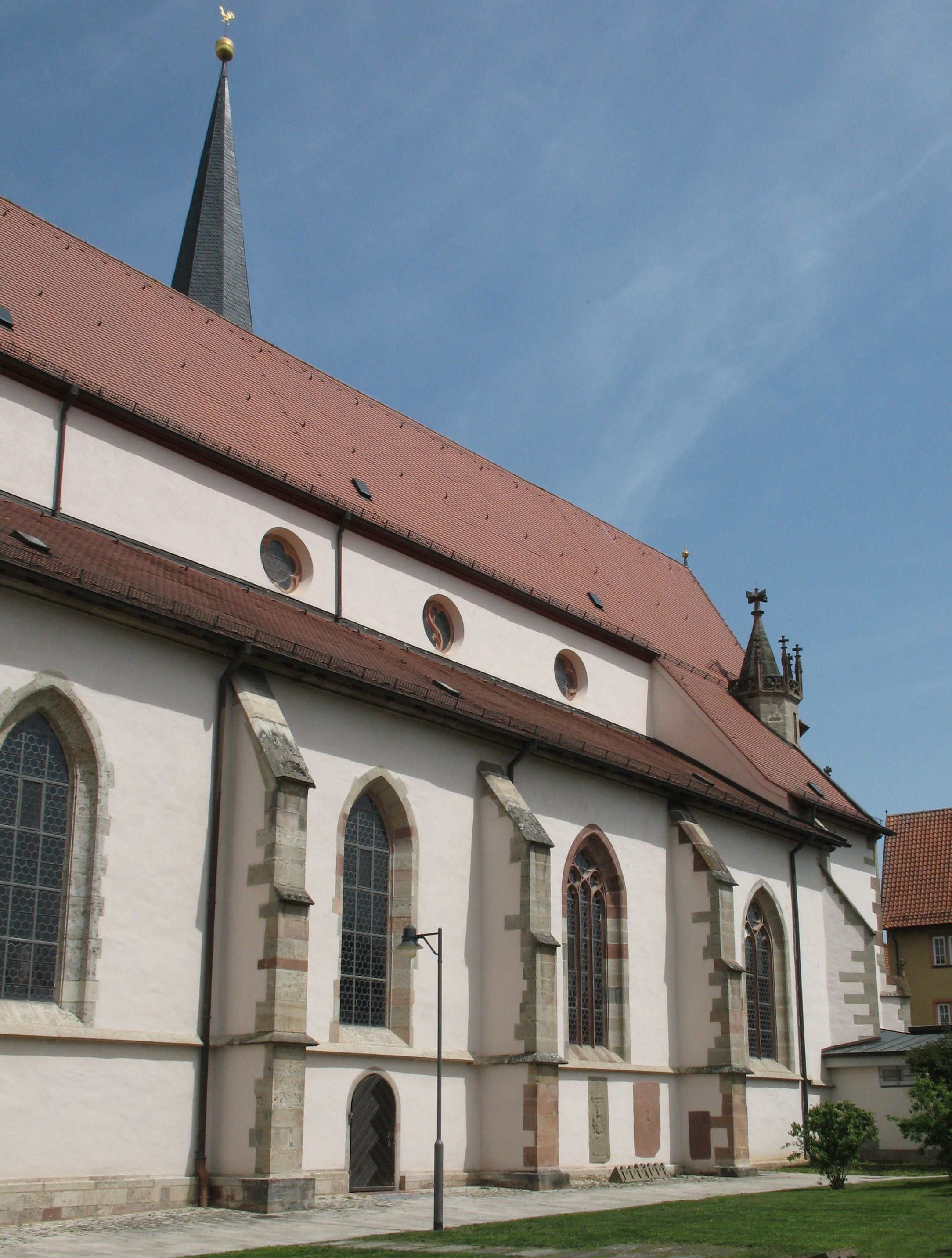
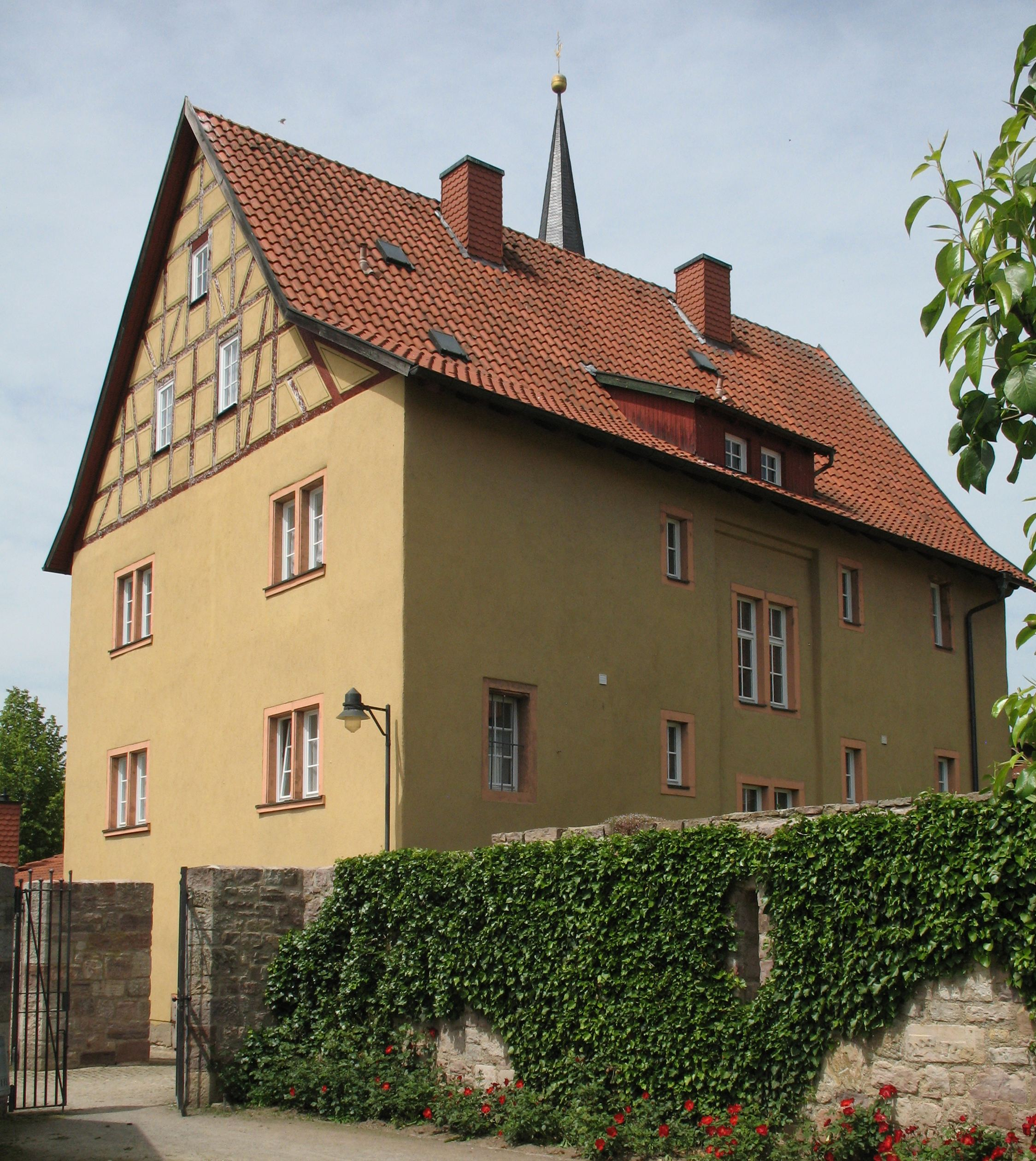
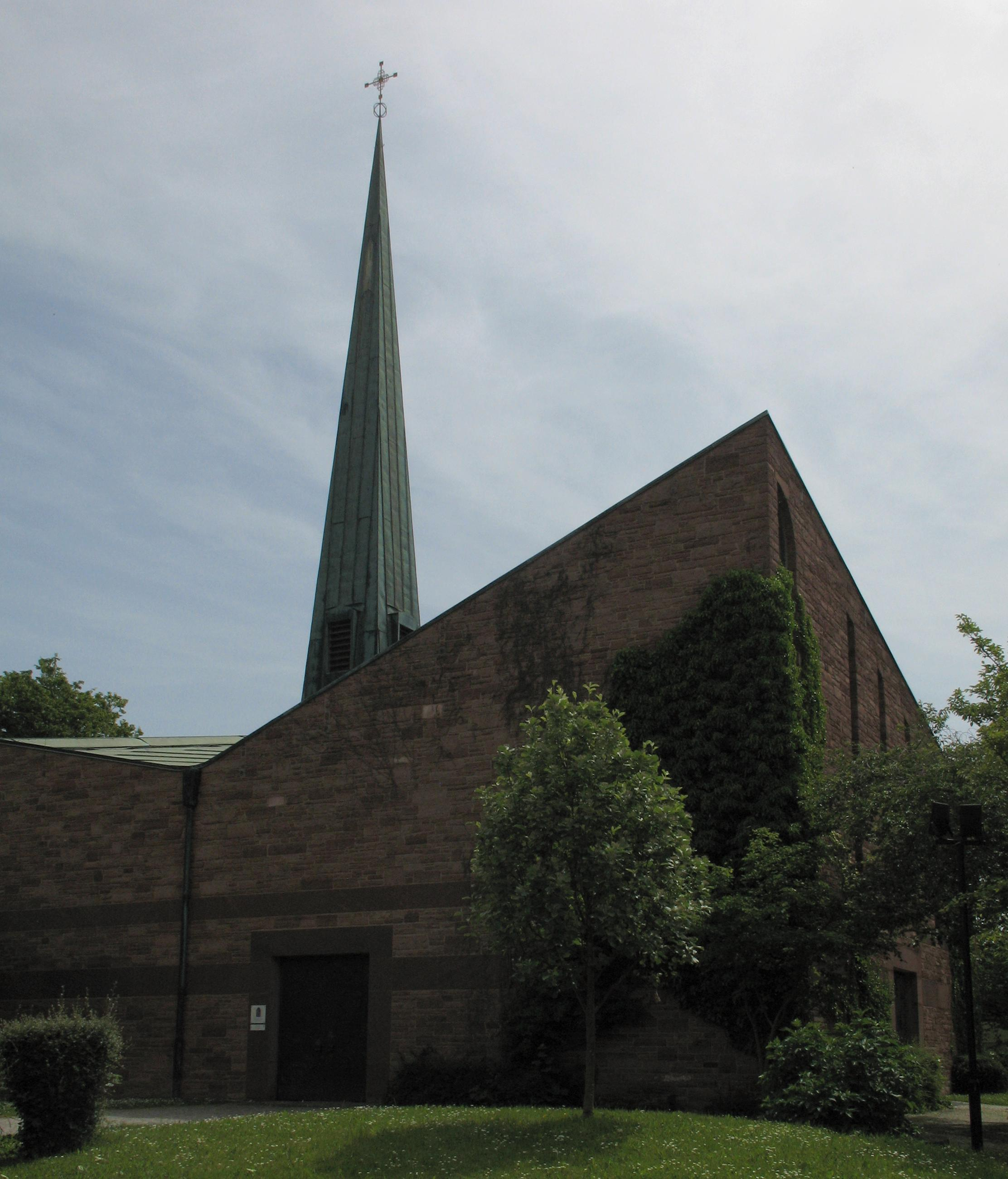
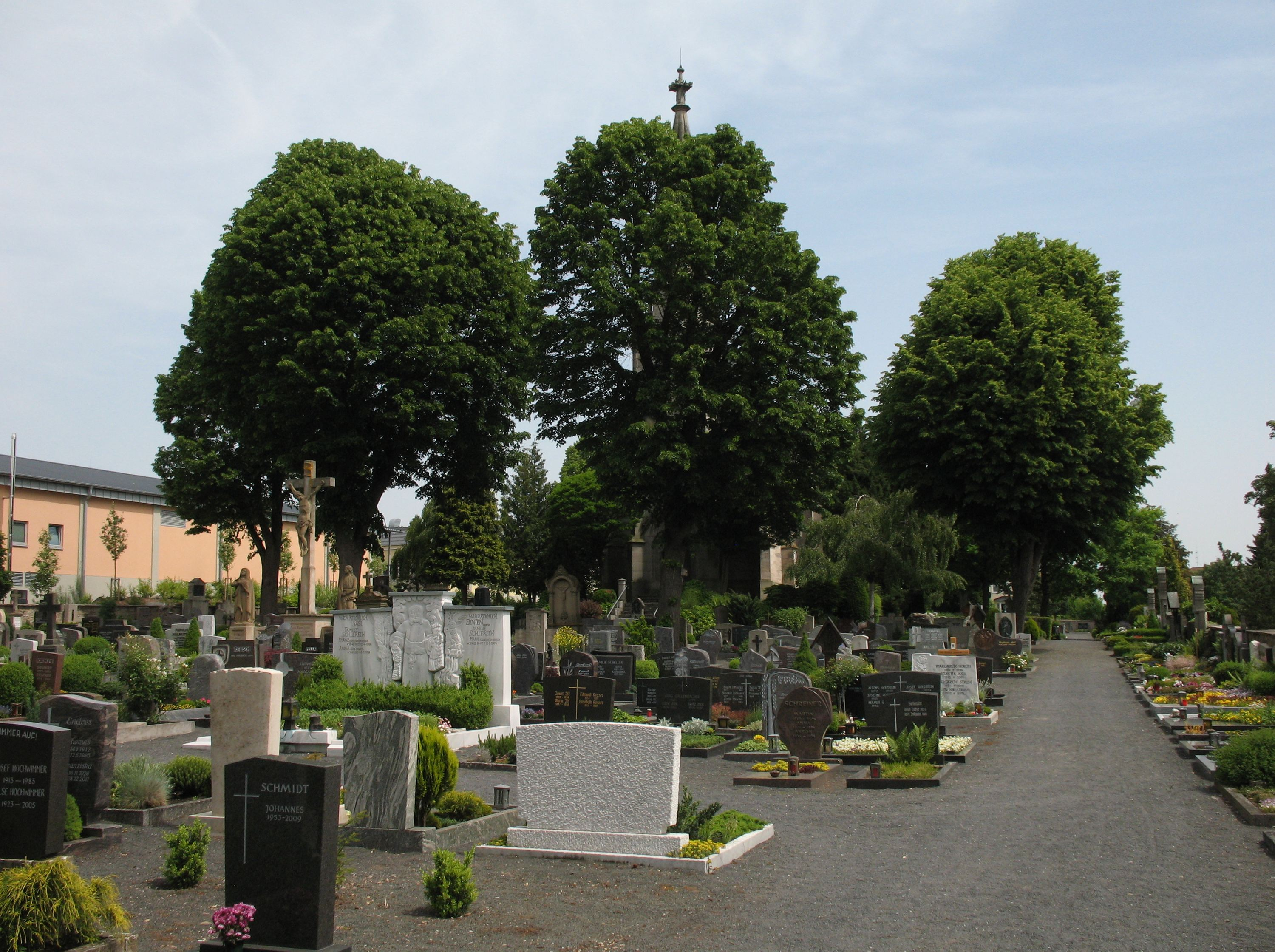
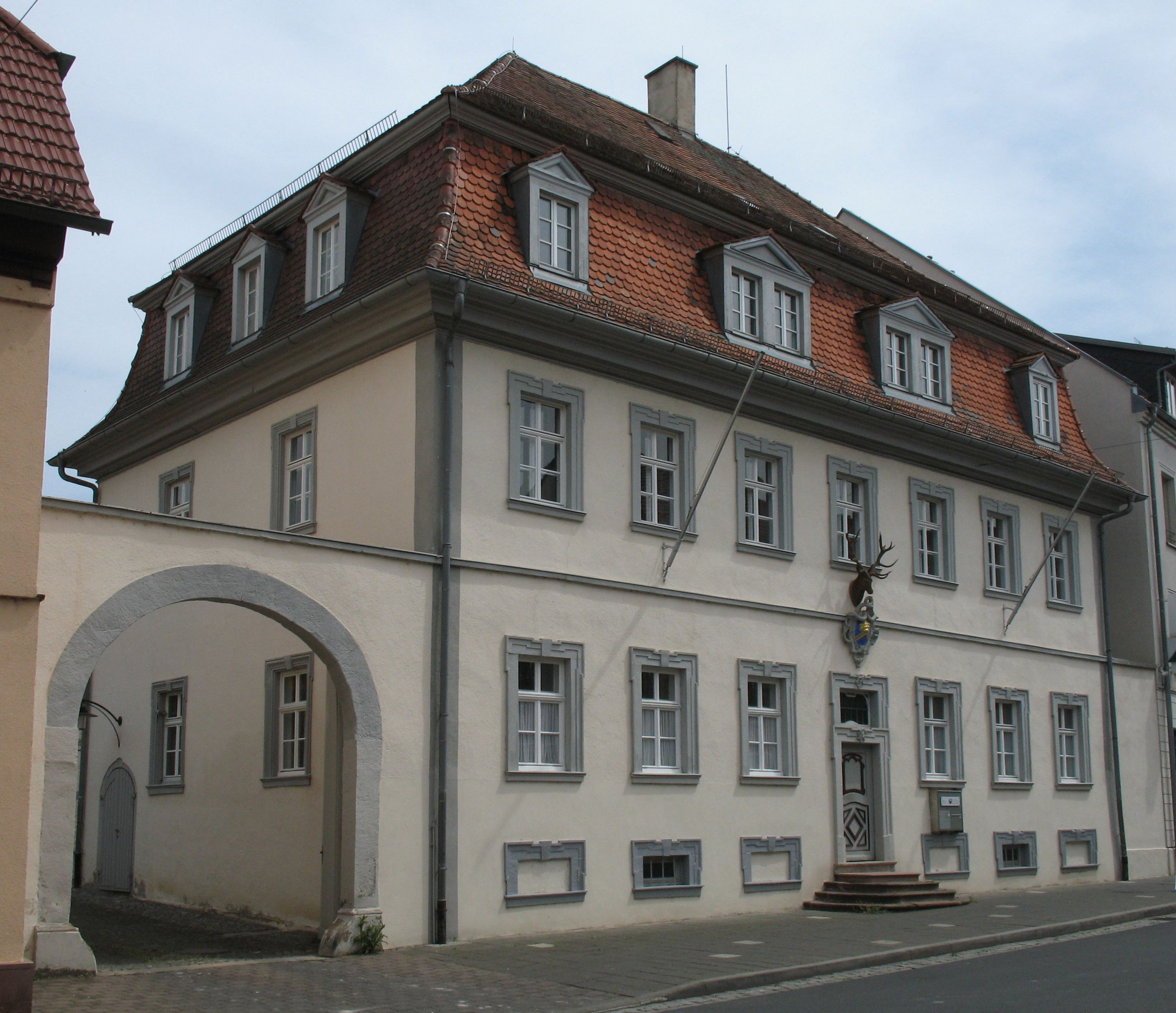

## Partnersteden
- Turnhout (België)

Aura a.d. Saale ·
Bad Bocklet ·
Bad Brückenau ·
Bad Kissingen ·
Burkardroth ·
Elfershausen ·
Euerdorf ·
Fuchsstadt ·
Geroda ·
Hammelburg ·
Maßbach ·
Motten ·
Münnerstadt ·
Nüdlingen ·
Oberleichtersbach ·
Oberthulba ·
Oerlenbach ·
Ramsthal ·
Rannungen ·
Riedenberg ·
Schondra ·
Sulzthal ·
Thundorf i.UFr. ·
Wartmannsroth ·
Wildflecken ·
Zeitlofs